# Ante Alfirević
Ante Alfirević (Kaštel Sućurac, 26. siječnja 1875. ‒ Zagreb, 17. siječnja 1945.), hrvatski katolički svećenik, isusovac, književnik i publicist.
Bio je jedan od prvaka hrvatskoga katoličkoga pokreta, kulturni djelatnik, filozof, bogoslov, autor članaka s područja sociologije i psihologije, pisac književnih kritičkih osvrta i romanopisac. Pisao je i o arheologiji i starokršćanskoj umjetnosti. Radio je kao profesor u gimnaziji. Bio je duhovni vođa i organizator katoličke duhovne i svjetovne mladeži. Promicao je zadrugarstvo. 

## Životopis
Rođen je u težačko-posjedničkoj obitelji. U rodnom Kaštel Sućurcu pohađao je pučku školu. U državnoj gimnaziji počeo je osmogodišnju gimnaziju započeo u državnoj gimnaziji Splitu, a u Sinju nastavio na franjevačkoj gimnaziji, a onda se vratio u Split gdje je završio na istoj gimnaziji srednje školovanje. Potom je stupio u Biskupsko sjemenište, gdje je maturirao. Na studije je otišao u Italiju, u Rim, gdje je na papinskom sveučlištu Gregoriani studirao i doktorirao filozofiju i teologiju konviktorac kolegija Germanico-Hungaricum. 
1891. je zaređen za svećenika Splitsko-makarske biskupije. Bio je vodeća osoba hrvatskoga katoličkog pokreta u Dalmaciji do 1909. godine. Alfirević je bio blizak pravaškim idejama.
Na prijelazu 19. u 20. stoljeće osnovan je kulturno-politički klub »Immaculata«, kojemu su pripadali Velimir Deželić stariji, Aleksandar Bresztyenszky, Oton Szlavik i ini. Taj se klub povezao s biskupom Mahnićem, s dalmatinskim svećenstvom oko Alfirevića i s vrhbosanskim nadbiskupom Josipom Stadlerom. Iz tih veza je rođena zamisao o osnutku Hrvatskoga katoličkog tiskovnog društva, kojemu bi glavna zadaća bila izdavanje katoličkoga dnevnika Hrvatstvo. Dnevnik Hrvatstvo, kao i cijeli Hrvatski katolički pokret, bilo je djelo mlađega klera, pretežito pravaške provenijecije.
U Splitu je bio duhovnik u sjemeništu do 1912. godine, profesora kateheze u državnoj gimnaziji i u privatnoj biskupskoj gimnaziji. Dana 9. i 10. listopada 1913. održala se je u Zagrebu sjednica Vrhovne uprave Stranke prava. Tu je došlo do konačnog raskola »jedinstvene« Stranke prava, tj. Svepravaške organizacije. Raspala se je zbog sukoba proaustrijske »splitske« skupine oko Ante Alfirevića i projugoslavenske »šibenske« skupine oko Mate Drinkovića. Drinkovićeva je skupina isključena, uz mogućnost povratka uz uvjet prihvaćanja politike vodstva jedinstvene središnjice, što Drinković nikad nije prihvatio.
Isusovcima je pristupio 1919. godine. Bilo je to u Zagrebu. Ondje je od 1929. do 1936. bio superior isusovačke rezidencije. Potom je otišao u Sarajevo gdje je do rata bio rektor bogoslovnog sjemeništa u Sarajevu i profesor na Visokoj bogoslovnoj školi, tada pod isusovačkom upravom. Do 1944. je boravio u Zagrebu gdje je bio rektor Nadbiskupskog sjemeništa i ravnatelj Nadbiskupske klasične gimnazije. 
Osnovao je Hrvatsku štedionu i Zadružni savez u Dalmaciji.
Pokrenuo je osnivanje udruženja Kršćanskih socijala – obrtnika i radnika u Splitu te društva Pavlinović za katoličke akademičare iz Dalmacije. Suosnivač je i suradnik katoličkih tiskovina Dan, Mladost, Hrvatska straža i Život. Uređivao je časpise Hrvatska straža, Život i Glasnik Srca Isusova. 

## Djela
(izbor)
- Odakle živuća bića (1904.)
- Euharistijski kongres u Zagrebu (1923.)
- Svetost crkve u 20. vijeku (1929.)
- Sv. Ćiril i Metod, slavenski apostoli (1935.)
- Bliže k Bogu (1938.)
- Kroz trnje ovoga svijeta, roman, 1905.

## Djela o Alfireviću
- Za beskonačnom istinom, knjiga Alfirevićevih članaka i rasprava, priredio Vladimir Lončarević, Glas Koncila, 2013.